# AdBlue

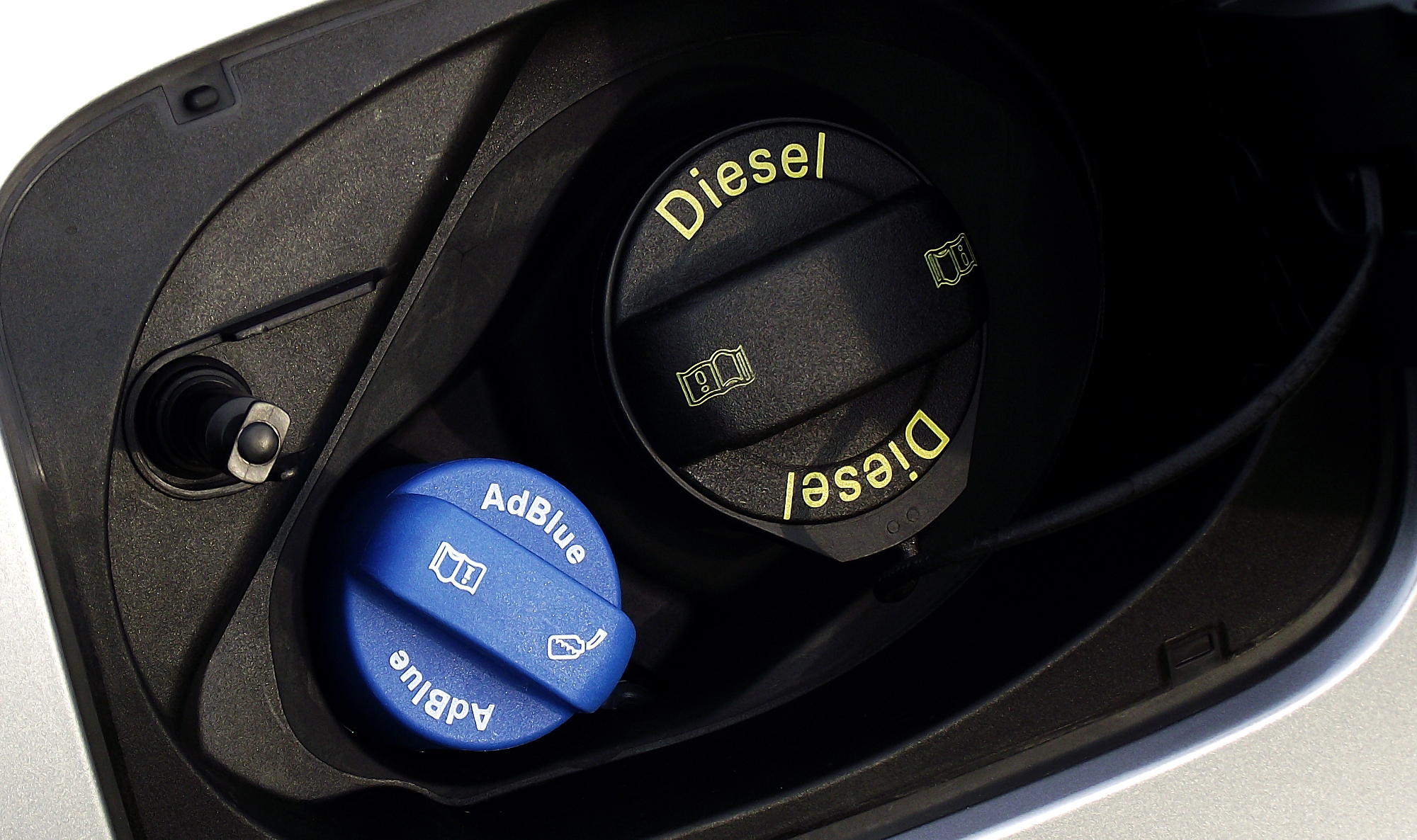
Modré víčko nádrže na AdBlue.

AdBlue (což je registrovaná ochranná známka německého VDA, též je označován jako AUS 32) je v Evropě a zemích přejímajících evropské emisní limity obchodní název 32,5% roztoku syntetické močoviny. Používá se pro selektivní katalytickou redukci výfukových plynů u vznětových motorů pro splnění emisních limitů normy Euro IV a vyšších. V USA byl na počátku platnosti emisních limitů EPA / CARB 2010 používán adekvátní produkt pod názvem DEF (Diesel Exhaust Fluid).

## Charakteristika
AdBlue je kapalné aditivum, chemicky vysoce čistý vodný roztok syntetické močoviny. Norma DIN 70070 a novější ISO 22241 ji definují jako 32,5% roztok močoviny a deionizované vody (67,5 % vody = AUS 32 – Aqueous Urea Solution). Za běžných podmínek je močovina čirá jako voda, je netoxická a pro běžnou manipulaci naprosto bezpečná. Roztok má omezenou životnost (nejčastěji 36 měsíců), stárnutím dochází k poklesu kvality (klesne podíl močoviny). Močovina by se proto měla skladovat při teplotách do 25 °C. Teplota tuhnutí je −11 °C, a proto bývá často ve vozidlech určených do chladnějších podmínek používán systém ohřevu nádrže (případně i vedení s AdBlue) pomocí chladicí kapaliny motoru nebo elektricky, případně je jako ochrana proti zmrznutí používáno zpětné odčerpávání ze vstřikovacího ventilu do nádrže (po vypnutí motoru).

## Použití
AdBlue je využíváno pro omezení vypouštěných oxidů dusíku (NOx) vzniklých při spalování motorové nafty ve vznětovém motoru. Jde o dokonalejší systém, než byl suchý LNT katalyzátor (Lean NOx Trap).
AdBlue je vstřikováno před katalyzátor výfukových plynů, kde se močovina nejprve co nejrovnoměrněji mísí s horkými výfukovými plyny, a pak se vlivem tepla rozkládá za přítomnosti obsažené vody na amoniak (NH3) a oxid uhličitý (CO2). Amoniak dále na povrchu katalyzátoru (za podmínky přítomnosti chemického katalyzátoru na stěnách buněk tělesa katalyzátoru vytvořených pro maximální velikost reakční plochy) reaguje za vysoké teploty s oxidy dusíku a vzniká neškodná vodní pára a dusík. Systém redukuje obsah odcházejících oxidů dusíku až o 80 %.
Podmínkou výše uvedené reakce je dostatečná teplota výfukových plynů a vlastního katalyzátoru (alespoň 170 °C). Proto je výfukový systém většinou vybaven čidly teploty na vstupu (někdy i výstupu) z katalyzátoru. Množství AdBlue je dávkováno až po dosažení potřebné teploty reaktoru v množství závislém na signálu tzv. NOx senzoru umístěného před, za, nebo na obou místech katalyzátoru podle použitého řízení systému, aby nedocházelo ke vzniku páchnoucích sloučenin čpavku, krystalizaci nadbytečné močoviny na výstupu z výfuku ani překročení legislativního limitu NOx při aplikaci malé dávky. Používány jsou rozličné systémy odměřující potřebné množství podle režimu práce motoru již v čerpací jednotce (transportním médiem do trysky může být stlačený vzduch) nebo až v trysce, což umožňuje chladit trysku větším průtokem AdBlue s návratem zpět do nádrže.
Spotřeba AdBlue je přibližně 3 až 7 % spotřebovaného paliva, přičemž vyšší hodnota se dá předpokládat u přísnějších emisních limitů. Běžná spotřeba kapaliny AdBlue u osobních automobilů je 0,8 až 1,2 litru na 1000 kilometrů. Skutečná spotřeba záleží na produkci NOx, tedy na způsobu jízdy a klimatických podmínkách.